# 角の浜駅
角の浜駅（かどのはまえき）は、岩手県九戸郡洋野町大字角の浜にある、東日本旅客鉄道（JR東日本）八戸線の駅。岩手県最北端の駅である。

## 歴史
- 1954年（昭和29年）8月5日：日本国有鉄道の駅として開業[2]。
- 1987年（昭和62年）4月1日：国鉄分割民営化により、JR東日本の駅となる[2]。
- 2011年（平成23年）
  - 3月11日：東北地方太平洋沖地震とこれにより発生した大津波により全線で不通。
  - 8月8日：種市駅までの運転を再開。
- 2022年（令和4年）4月1日：久慈駅長廃止に伴い、八戸駅長管理下となる。
- 2024年（令和6年）10月1日：えきねっとQチケのサービスを開始[1][3]。

## 駅構造
単式ホーム1面1線を有する地上駅である。八戸駅管理の無人駅である。なお、2022年（令和4年）4月1日までは久慈駅長管理下の無人駅であった。

## 駅周辺
漁港が近く、当駅のすぐ北側は青森県三戸郡階上町との県境である。
- 角浜簡易郵便局
- 岩手県道247号角ノ浜玉川線
- 国道45号（種市バイパス）
- 階上町立小舟渡（こみなと）小学校 - 青森県階上町にあり、県境の近くにあったが、2021年（令和3年）3月末に閉校した。

## 隣の駅
東日本旅客鉄道（JR東日本）
■八戸線
階上駅 - 角の浜駅 - 平内駅